# Franziskanerkloster (München)

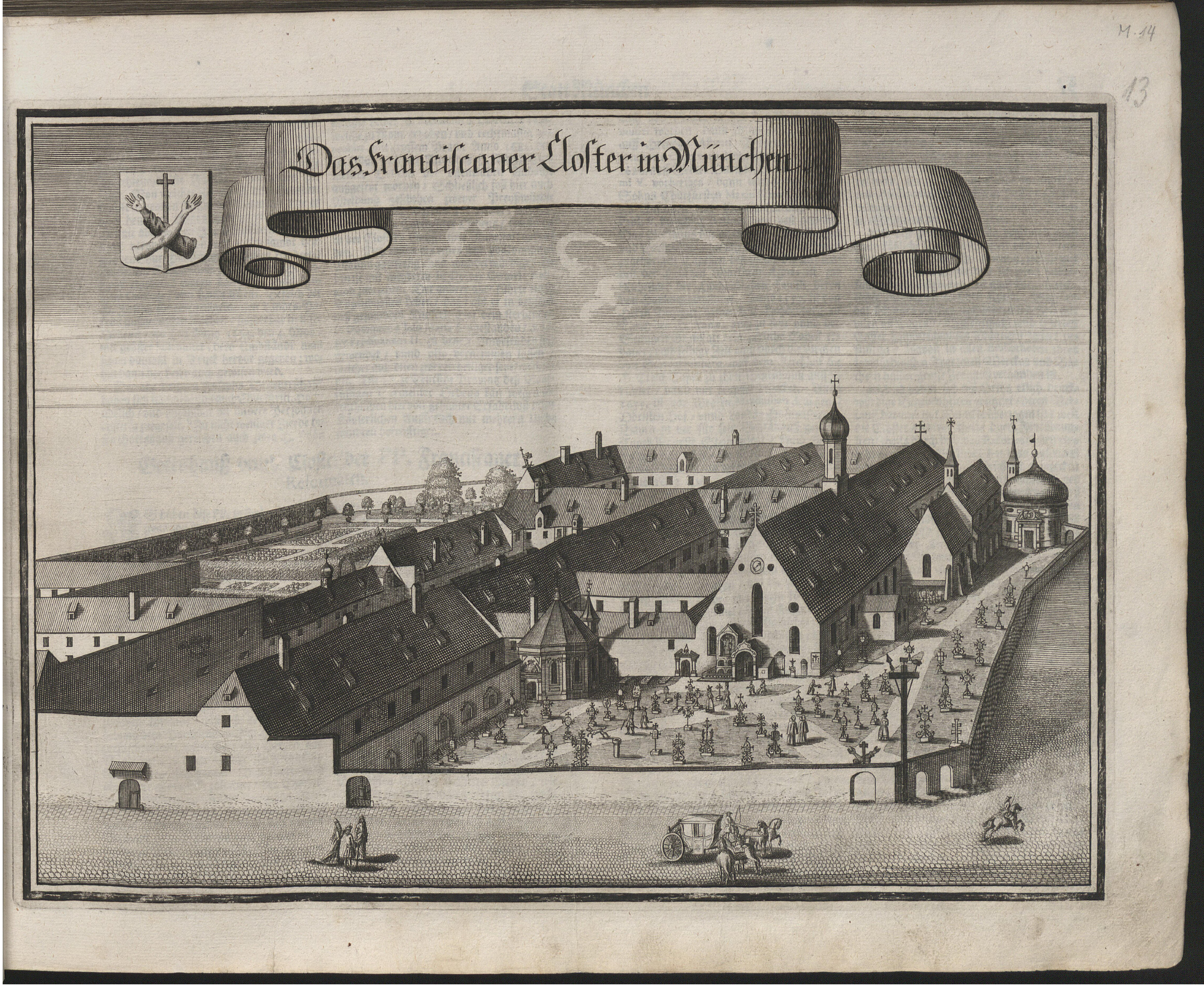
Das Franciscaner Closter in München Kupferstich von Michael Wening, 1701

Das ab 1392 dem heiligen Antonius von Padua gewidmete Franziskanerkloster in München wurde 1284 durch den bayerischen Herzog Ludwig II., den Strengen, und das Münchner Patriziergeschlecht der Sendlinger gegründet. 1802 wurde das Kloster aufgelöst. Auf dem ehemaligen Klostergrund am Max-Joseph-Platz stehen heute das Bayerische Nationaltheater und das Residenztheater.

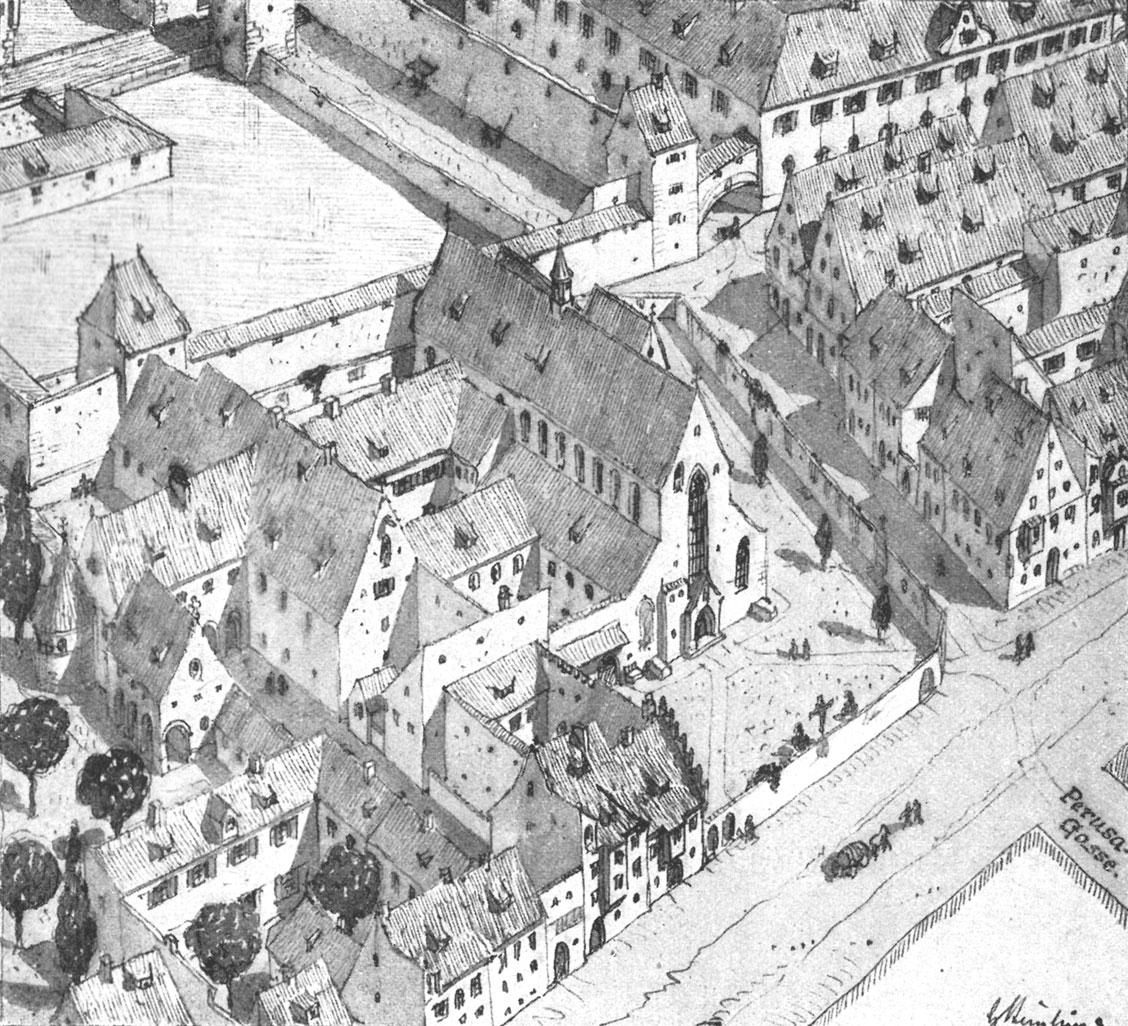
Franziskanerkloster in München

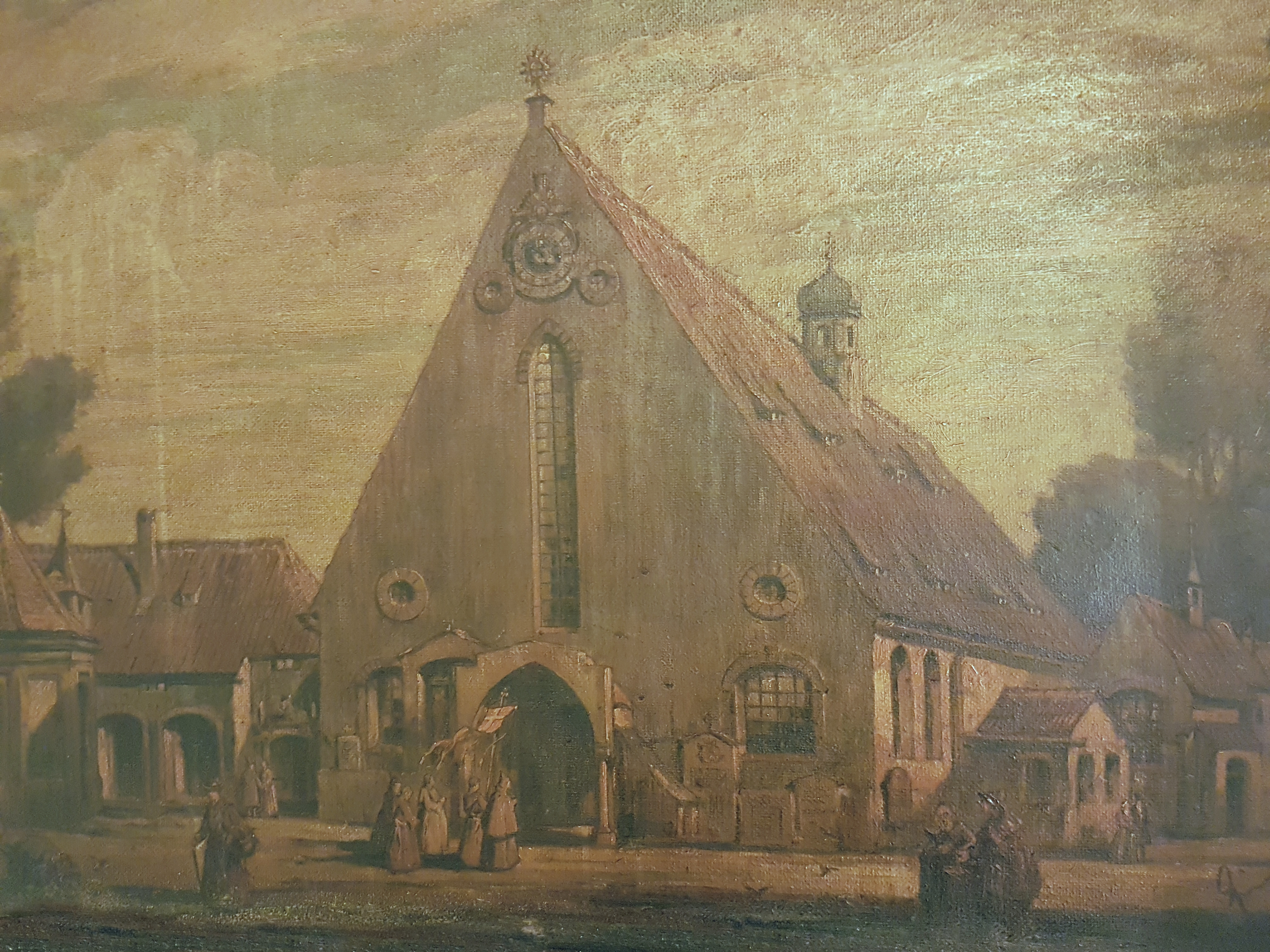
Franziskanerkloster in München

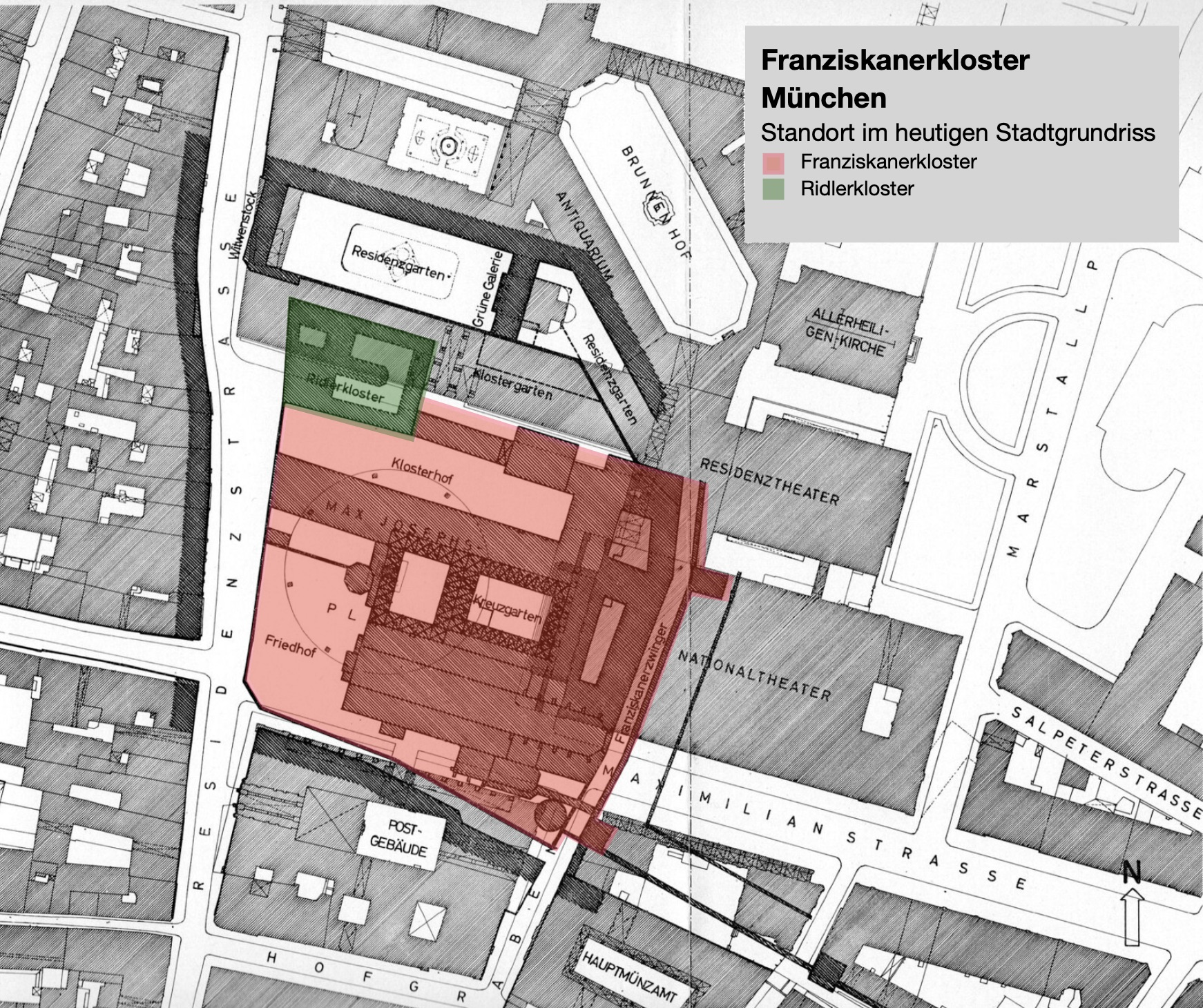
Lage des Franziskanerklosters (rot) und Ridlerklosters (grün) im heutigen Stadtgrundriss

## Geschichte
Auf Wunsch Herzogs Ludwig des Strengen verlagerten die Brüder des 1210 gegründeten Franziskanerordens im Jahre 1284 ihren Konvent auf ein Gelände nördlich des Alten Hofs. Zuvor waren sie im Angerkloster beheimatet gewesen, wo sich nach 1221 der erste Franziskaner an der Jakobuskapelle in einfachen Verhältnissen (humilis aedis, einfaches Gemach) niedergelassen hatte.
Ab 1330 wirkten hier die bedeutenden mittelalterlichen Spätscholastiker Wilhelm von Ockham, der Generalobere des Ordens, Michael von Cesena, und Bonagratia von Bergamo; sie mussten vor Papst Johannes XXII. aus Avignon fliehen und konnten unter dem Schutz des römisch-deutschen Königs Ludwig dem Bayern für einige Jahre im Münchner Franziskanerkloster wohnen.
Auf Drängen des Kurfürsten Maximilian I. wurde ab 1620 in den in Bayern gelegenen Konventen eine Ordensreform hin zu einer strengen Observanz mit strikterer Einhaltung des Armutsgelübdes („Franziskaner-Reformaten“) vollzogen. Als erstem wurde dem Münchner Konvent von P. Antonius a Galbiato, einem italienischen Reformaten aus der Mailänder Franziskanerprovinz, im Auftrag des Papstes die Observanz aufgezwungen; die Oberen wurden abgesetzt, und die Brüder, die nicht notariell auf alle Einkünfte aus Stiftungen verzichten wollten, mussten das Kloster verlassen. Das Kloster wurde im März 1625 Sitz des Provinzials der neugegründeten Bayerischen Franziskanerprovinz vom heiligen Antonius (Bavaria), die bis dahin eine Kustodie der Straßburger Ordensprovinz Provincia Argentina, auch „Oberdeutsche Provinz“ genannt, gewesen war. Das Patrozinium des Münchner Klosters wurde für die neue Provinz übernommen.
1802 wurde das Kloster säkularisiert. Die Kirche und die noch bestehenden Klostergebäude wurden danach für den Bau des Nationaltheaters abgerissen, welches kurz darauf zweimal, 1817 und 1823, abbrannte, so dass damals von „einer Strafe des Himmels“ gesprochen wurde. Seit 1827 sind die Franziskaner in München im Kloster St. Anna im Lehel beheimatet.

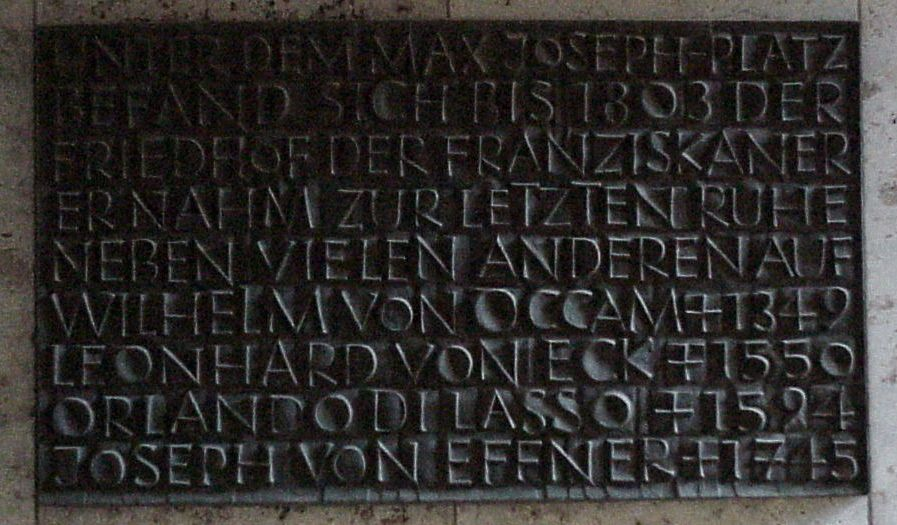
Gedenktafel

Beim Bau der Tiefgarage am Max-Joseph-Platz wurden 1963 die noch vorhandenen untertägigen Reste des Franziskanerklosters und des zugehörigen Friedhofs ohne größere wissenschaftliche Untersuchung abgeräumt.